# فرودگاه ادواردو فایا سولانو
فرودگاه ادواردو فایا سولانو (به انگلیسی: Eduardo Falla Solano Airport) (به زبان بومی: Aeropuerto Nacional Eduardo Falla Solano) یک فرودگاه همگانی مسافربری با کد یاتا SVI است که یک باند فرود آسفالت دارد و طول باند آن ۱٫۵ متر است. این فرودگاه در کشور کلمبیا قرار دارد و در ارتفاع ۲۸۰ متری از سطح دریا واقع شده‌است.